# Marcelo Alatorre
Marcelo Guadalupe Alatorre Maldonado (Guadalajara, Jalisco, México 18 de enero de 1985). Es un exfutbolista mexicano.

## Trayectoria
Debutó con Tecos de la UAG con participación en la filial y en el primer equipo. En este club ha jugado la mayor parte de su carrera, sin embargo perdió la categoría jugando con el equipo universitario.
En la Liga de Ascenso fue transferido a Leones Negros de la Universidad de Guadalajara y al final de esa temporada anotó el gol que le permitió ascender a Leones Negros. Jugó para este club durante toda su estancia en primera división y, al final de esa temporada, fue adquirido como refuerzo con los Pumas de la UNAM. El 14 de diciembre se anunció su transferencia a los Tiburones Rojos de Veracruz.

## Clubes
| Club                | País           | Año         |
| ------------------- | -------------- | ----------- |
| Estudiantes Tecos   | México         | 2005 - 2013 |
| U. de Guadalajara   | México         | 2013 - 2015 |
| Pumas de la UNAM    | México         | 2015 - 2016 |
| Veracruz            | México         | 2017        |
| Venados F.C.        | México         | 2017        |
| Las Vegas Lights FC | Estados Unidos | 2018        |

[2019]]

## Palmarés

### Campeonatos nacionales
| Título                    | Club   | País   | Año           |
| ------------------------- | ------ | ------ | ------------- |
| Liga de Ascenso de México | U de G | México | Apertura 2013 |
| Final de Ascenso          | U de G | México | 2014          |